# Distrito de Manseriche

División política del departamento de Loreto.

El distrito de Manseriche es uno de los seis que conforman la provincia de Datem del Marañón, ubicada en el departamento de Loreto en el Norte del Perú.
Desde el punto de vista jerárquico de la Iglesia católica forma parte del Vicariato Apostólico de Yurimaguas, también conocido como Vicariato Apostólico de San Gabriel de la Dolorosa del Marañón.

## Geografía
El Distrito de Manseriche está ubicado entre las coordenadas: 4° 85' y latitud sur, 76° 75' Longitud Oeste, a una altitud aproximada de 174 y 178 m s. n. m. El territorio del Distrito se ubica en ambas márgenes del Río Marañón, desde el límite con Amazonas, hasta la boca del Río Morona.
El Distrito de Manseriche está conformado por 42 comunidades asentadas a lo largo de toda la jurisdicción, distribuidas en 04 zonas bien definidas respecto a la ubicación de la capital del distrito, Saramiriza: Zona de la Carretera, donde está ubicada la capital del distrito; Zona del Río Apaga; Zona del Alto Marañón y Zona del Bajo Marañón

### Límites
Por el Norte y Nor-Este, con el Distrito de Morona.
Por el Sur- Oeste, con el Distrito de Barranca.
Por el Oeste, con las Provincias de Bongará y Condorcanqui, departamento de Amazonas

### Clima
El Distrito de Manseriche posee un clima que está dentro de los parámetros del Bosque húmedo tropical, con precipitaciones de 2,000 mm. a 2,500 mm., observando sus máximas variaciones en los meses de octubre a marzo; esto debido al periodo lluvioso que se presenta en la zona. Las temperaturas fluctúan entre los 22 °C y 32 °C, con una temperatura media anual de 26 °C.

### Suelo
Tiene una extensión total de 53,903 ha, entre suelos agrícolas, forestales y de pastos naturales. Son suelos de reacción ácida (pH. de 5.6 a 6.57), textura arcillosa y con un contenido medio de materia orgánica. Las características mencionadas, asociados con las de temperatura y humedad, determinan que sean aparentes para el cultivo de diferentes especies tropicales, incluyendo especies forestales.

## Historia
Distrito creado el 2 de julio de 1943. Los pobladores originarios “Awajun”, se caracterizan por su férrea actitud agresiva en defensa de su identidad cultural e integridad territorial que logró erradicar el trato inhumano a que eran sometidos por parte los conquistadores. En los finales de la década del 50 del siglo pasado se crean las escuelas Bilingües promovidos por el Instituto Lingüístico de Verano (ILV) en la que se produce las primeras poblaciones nucleadas en grupos de familias con la consiguiente evangelización.
En 1971 con el descubrimiento de yacimientos petrolíferos por Petroperú, en Pastaza y OXY, que dio con su primer pozo productivo CAPAHUARI 41-X-1 con la consiguiente construcción del Oleoducto Nor Peruano, entre el Puerto de Bayóvar (Piura) y Saramuro (Provincia de Maynas). Debito a este hallazgo se construye, además, carreteras de penetración Bagua-Saramiriza, generando migraciones de colonos procedentes de la Costa y la Sierra. Con la actividad petrolera y la migración de colonos se producen cambios radicales en el comportamiento socioeconómico y sociocultural de los pueblos indígenas especialmente de los pueblos de “Awajun” radicados en esta zona.

## Población
Alberga una tradición histórica, cultural, social y económica desde épocas ancestrales. Su población en el orden del 66% pertenecen a la etnia “Awajun” (Aguarunas), y el resto lo constituyen ribereños y colonos migrantes.
El Distrito de Manseriche está considerado como una cultura antigua ribereña con una población migrante de colonos, de tal manera que los habitantes forman un conglomerado de grupos muy importantes, habiendo preponderancia muy significativa de indígenas de la etnia Aguaruna (Awajun).
La Cultura Awajun en esta parte de nuestro territorio está en un proceso de mimetización con las costumbres occidentales y, como consecuencia, van desapareciendo partes de sus rasgos característicos, como son: la vestimenta, la artesanía y todo aquello que lo distingue y le hace sobresalir a un grupo étnico en particular, no pudiéndose contrarrestar está pérdida de identidad debido a la falta de apoyo de las autoridades y a la pasividad de sus dirigentes. El resultado de todo esto, hace que el Distrito de Manseriche este catalogado entre los pueblos en Extrema Pobreza en el Perú, con un aproximado de 59.42% del total de su población distrital.